# Campionati del mondo under 18 di atletica leggera

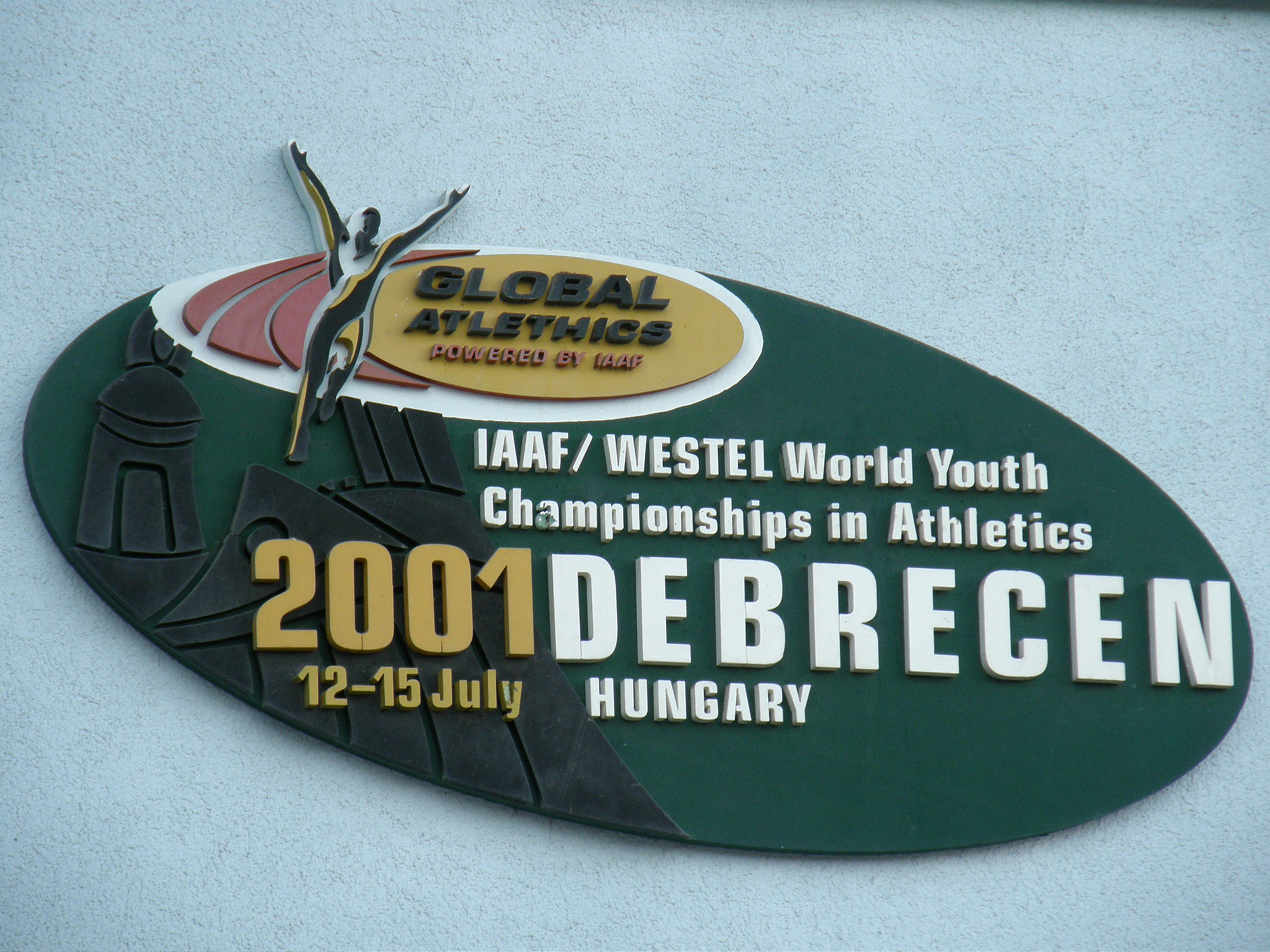
Logo della seconda edizione della competizione, svoltasi a Debrecen nel 2001.

I campionati del mondo under 18 di atletica leggera (in inglese IAAF World U18 Championships in Athletics) sono stati una competizione sportiva internazionale che vedeva protagonisti gli under 18: atleti di età pari a 16 o 17 anni che non abbiano compiuto il 18º anno d'età il 31 dicembre dello stesso anno nel quale gareggiano per la categoria.
La competizione era organizzata dalla International Association of Athletics Federations (IAAF) e si teneva a cadenza biennale. La prima edizione si è svolta nel 1999 a Bydgoszcz, in Polonia, l'ultima nel 2017 a Nairobi, in Kenya. Fino all'edizione del 2015 erano noti come campionati del mondo allievi di atletica leggera (nome ufficiale in inglese IAAF World Youth Championships in Athletics).
I campionati del mondo under 18 non devono essere confusi con i campionati del mondo under 20 che, per l'appunto, sono rivolti ad atleti della categoria under 20.

## Criteri di partecipazione
La partecipazione a tale manifestazione era riservata agli atleti che avessero stabilito una prestazione di minimo nella propria specialità, precedentemente fissata dalla Federazione Internazionale; tuttavia, ad eccezione delle staffette, ciascuna federazione nazionale non poteva iscrivere più di tre atleti per una singola disciplina (facendone gareggiare al massimo due) e, pertanto, poteva a discrezione limitare il numero di partecipanti della propria nazione utilizzando degli standard di ingresso superiori.
Ciascun atleta poteva prendere parte ad un massimo di due gare individuali (più un'eventuale staffetta), di cui solamente una poteva essere più lunga di 200 m se entrambe venivano corse. Ogni federazione poteva indicare una sola squadra per ogni staffetta, composta da un massimo di sei atleti: ognuno tra quelli iscritti alla gara poteva quindi essere utilizzato nella composizione della squadra per il primo turno di qualificazione.

## Edizioni
| Edizione | Anno | Città      | Nazione   | Data           | Sede                                | Nazioni | Atleti | Note          |
| -------- | ---- | ---------- | --------- | -------------- | ----------------------------------- | ------- | ------ | ------------- |
| 1        | 1999 | Bydgoszcz  | Polonia   | 16 - 18 luglio | Stadion im. Zdzisława Krzyszkowiaka | 131     |        | [ 1 ] [ 2 ]   |
| 2        | 2001 | Debrecen   | Ungheria  | 12 - 15 luglio | Gyulai István Atlétikai Stadion     |         |        | [ 3 ] [ 4 ]   |
| 3        | 2003 | Sherbrooke | Canada    | 9 - 13 luglio  | Université de Sherbrooke Stadium    |         |        | [ 5 ]         |
| 4        | 2005 | Marrakech  | Marocco   | 13 - 17 luglio | Stade Sidi Youssef Ben Ali          | 177     |        | [ 6 ]         |
| 5        | 2007 | Ostrava    | Rep. Ceca | 11 - 15 luglio | Městský Stadion                     | 152     | 1 228  | [ 7 ]         |
| 6        | 2009 | Bressanone | Italia    | 8 - 12 luglio  | Raiffeisen Arena                    | 178     |        | [ 8 ]         |
| 7        | 2011 | Lilla      | Francia   | 6 - 10 luglio  | Stadium Lille Métropole             | 173     | 1 375  | [ 9 ]         |
| 8        | 2013 | Donec'k    | Ucraina   | 10 - 14 luglio | RSC Olimpiyskyi Stadium             | 161     | 1 519  | [ 11 ] [ 12 ] |
| 9        | 2015 | Cali       | Colombia  | 15 - 19 luglio | Estadio Olímpico Pascual Guerrero   | 158     |        |               |
| 10       | 2017 | Nairobi    | Kenya     | 12 - 16 luglio | Moi International Sports Centre     |         |        |               |

## Record dei campionati

### Maschili
Statistiche definitive.
| 100 m 11"52 (-0,5 m/s) | Lungo 7,22 m (+1,2 m/s) | Peso (5 kg) 17,22 m | 400 m 51"32 | 110 m hs (91,4 cm) 14"25 (-1,0 m/s) | Alto 1,98 m | Giavellotto (700 g) 59,65 m | 1 000 m 2'52"93 |

| 100 m (v.)       | Lungo (v.)        | Peso           | Alto   | 400 m | 110 m hs (v.)              | Disco            | Asta   | Giavellotto     | 1500 m  |
| ---------------- | ----------------- | -------------- | ------ | ----- | -------------------------- | ---------------- | ------ | --------------- | ------- |
| 11"59 (-0,2 m/s) | 6,76 m (+1,1 m/s) | 16,08 m (5 kg) | 2,05 m | 51"20 | 15"44 (-0,7 m/s) (91,4 cm) | 44,09 m (1,5 kg) | 4,70 m | 78,20 m (700 g) | 4'42"29 |

### Femminili
Statistiche definitive.
| Specialità                          | Prestazione | Atleta                                                            | Nazione                    | Data             | Luogo                    | Età                                                                                |
| ----------------------------------- | --- | ----------------------------------------------------------------- | -------------------------- | ---------------- | ------------------------ | ---------------------------------------------------------------------------------- |
| 100 m piani                         | 11"08 (0,0 m/s) | Candace Hill                                                      | Stati Uniti                | 16 luglio 2015   | Cali, Colombia           | 16 anni e 155 giorni                                                               |
| 200 m piani                         | 22"43 (-0,7 m/s) | Candace Hill                                                      | Stati Uniti                | 19 luglio 2015   | Cali, Colombia           | 16 anni e 158 giorni                                                               |
| 400 m piani                         | 51"19 | Nawal El Jack                                                     | Sudan                      | 15 luglio 2005   | Marrakech, Marocco       | 16 anni e 271 giorni                                                               |
| 800 m piani                         | 2'01"13 | Aníta Hinriksdóttir                                               | Islanda                    | 14 luglio 2013   | Donec'k, Ucraina         | 17 anni e 182 giorni                                                               |
| 1 500 m piani                       | 4'09"48 | Faith Kipyegon                                                    | Kenya                      | 9 luglio 2011    | Lilla, Italia            | 17 anni e 180 giorni                                                               |
| 3 000 m piani                       | 8'53"94 | Mercy Cherono                                                     | Kenya                      | 11 luglio 2007   | Ostrava, Repubblica Ceca | 16 anni e 65 giorni                                                                |
| 2 000 m siepi                       | 6'11"83 | Korahubsh Itaa                                                    | Etiopia                    | 10 luglio 2009   | Bressanone, Italia       | 17 anni e 132 giorni                                                               |
| 100 m ostacoli (76,2 cm)            | 12"94 (0,0 m/s) | Yanique Thompson                                                  | Giamaica                   | 11 luglio 2013   | Donec'k, Ucraina         | 17 anni e 121 giorni                                                               |
| 400 m ostacoli                      | 55"94 | Sydney McLaughlin                                                 | Stati Uniti                | 18 luglio 2015   | Cali, Colombia           | 15 anni e 345 giorni                                                               |
| Salto in alto                       | 1,92 m | Iryna Kovalenko                                                   | Ucraina                    | 12 luglio 2003   | Sherbrooke, Canada       | 17 anni e 30 giorni                                                                |
| Salto in alto                       | 1,92 m | Yaroslava Mahuchikh                                               | Ucraina                    | 14 luglio 2017   | Nairobi, Kenya           | 15 anni e 298 giorni                                                               |
| Salto con l'asta                    | 4,35 m | Vicky Parnov                                                      | Australia                  | 14 luglio 2007   | Ostrava, Repubblica Ceca | 16 anni e 263 giorni                                                               |
| Salto in lungo                      | 6,47 m (+1,3 m/s) | Dar'ja Klišina                                                    | Russia                     | 15 luglio 2007   | Ostrava, Repubblica Ceca | 16 anni e 181 giorni                                                               |
| Salto triplo                        | 13,86 m (-0,6 m/s) | Cristine Spataru                                                  | Romania                    | 11 luglio 2003   | Sherbrooke, Canada       | 17 anni e 157 giorni                                                               |
| Getto del peso (3 kg)               | 20,14 m | Emel Dereli                                                       | Turchia                    | 11 luglio 2013   | Donec'k, Ucraina         | 17 anni e 136 giorni                                                               |
| Lancio del disco                    | 56,34 m | Xie Yuchen                                                        | Cina                       | 10 luglio 2013   | Donec'k, Ucraina         | 17 anni e 59 giorni                                                                |
| Lancio del martello (3 kg)          | 73,20 m | Réka Gyurátz                                                      | Ungheria                   | 13 luglio 2013   | Donec'k, Ucraina         | 17 anni e 43 giorni                                                                |
| Lancio del giavellotto (500 g)      | 62,92 m | Marisleisys Duarthe                                               | Cuba                       | 16 luglio 2017   | Nairobi, Kenya           | 16 anni e 302 giorni                                                               |
| Eptathlon                           | 6 037 punti | Géraldine Ruckstuhl                                               | Svizzera                   | 18 luglio 2015   | Cali, Colombia           | 17 anni e 144 giorni                                                               |
| Eptathlon                           | \| 100 m hs (v.) \| Alto \| Peso \| 200 m (v.) \| Lungo (v.) \| Giavellotto \| 800 m \| \| -------------------------- \| ------ \| -------------- \| ---------------- \| ---------------- \| --------------- \| ------- \| \| 13"93 (+0,7 m/s) (76,2 cm) \| 1,73 m \| 14,25 m (3 kg) \| 25"83 (-0,5 m/s) \| 5,71 m (0,0 m/s) \| 52,87 m (500 g) \| 2'17"58 \| |                                                                   |                            |                  |                          |                                                                                    |
| Marcia 5 000 m                      | 20'28"05 | Tatyana Kalmykova                                                 | Russia                     | 12 luglio 2007   | Ostrava, Repubblica Ceca | 17 anni e 183 giorni                                                               |
| Staffetta svedese 100+200+300+400 m | 2'03"42 | Christania Williams Shericka Jackson Chrisann Gordon Olivia James | Giamaica Squadra nazionale | 10 luglio 2011   | Lilla, Francia           | 16 anni e 266 giorni 16 anni e 359 giorni 16 anni e 295 giorni 17 anni e 39 giorni |
| 100 m hs (v.)                       | Alto | Peso                                                              | 200 m (v.)                 | Lungo (v.)       | Giavellotto              | 800 m                                                                              |
| 13"93 (+0,7 m/s) (76,2 cm)          | 1,73 m | 14,25 m (3 kg)                                                    | 25"83 (-0,5 m/s)           | 5,71 m (0,0 m/s) | 52,87 m (500 g)          | 2'17"58                                                                            |

## Medagliere
Statistiche definitive.
| Posizione | Paese                       | Oro | Argento | Bronzo | Totale |
| --------- | --------------------------- | --- | ------- | ------ | ------ |
| 1         | Stati Uniti                 | 50  | 41      | 40     | 131    |
| 2         | Kenya                       | 45  | 45      | 25     | 115    |
| 3         | Cina                        | 28  | 24      | 13     | 65     |
| 4         | Russia                      | 27  | 29      | 17     | 73     |
| 5         | Giamaica                    | 22  | 17      | 19     | 58     |
| 6         | Germania                    | 20  | 19      | 26     | 65     |
| 7         | Sudafrica                   | 18  | 15      | 16     | 49     |
| 8         | Cuba                        | 18  | 13      | 14     | 45     |
| 9         | Etiopia                     | 16  | 18      | 20     | 54     |
| 10        | Australia                   | 14  | 14      | 13     | 41     |
| 11        | Gran Bretagna               | 14  | 5       | 13     | 32     |
| 12        | Francia                     | 11  | 6       | 13     | 30     |
| 13        | Romania                     | 10  | 4       | 10     | 24     |
| 14        | Ucraina                     | 7   | 13      | 10     | 30     |
| 15        | Giappone                    | 6   | 9       | 16     | 31     |
| 16        | Ungheria                    | 6   | 6       | 3      | 15     |
| 17        | Svezia                      | 5   | 7       | 3      | 15     |
| 18        | Brasile                     | 4   | 4       | 7      | 15     |
| 19        | Rep. Ceca                   | 4   | 4       | 6      | 14     |
| 20        | Qatar                       | 4   | 4       | 2      | 10     |
| 21        | Sudan                       | 4   | 0       | 2      | 6      |
| 22        | Polonia                     | 3   | 9       | 4      | 16     |
| 23        | Finlandia                   | 3   | 4       | 3      | 10     |
| 24        | Bahamas                     | 3   | 0       | 2      | 5      |
| 24        | Slovenia                    | 3   | 0       | 2      | 5      |
| 26        | Arabia Saudita              | 2   | 7       | 4      | 13     |
| 27        | Croazia                     | 2   | 4       | 2      | 8      |
| 28        | Turchia                     | 2   | 4       | 1      | 7      |
| 29        | Italia                      | 2   | 2       | 11     | 15     |
| 30        | Bahrein                     | 2   | 2       | 1      | 5      |
| 30        | Ecuador                     | 2   | 2       | 1      | 5      |
| 32        | Taipei cinese               | 2   | 1       | 2      | 5      |
| 33        | Norvegia                    | 2   | 1       | 1      | 4      |
| 33        | Corea del Sud               | 2   | 1       | 1      | 4      |
| 35        | Grenada                     | 2   | 1       | 0      | 3      |
| 35        | Nuova Zelanda               | 2   | 1       | 0      | 3      |
| 37        | Siria                       | 2   | 0       | 0      | 2      |
| 38        | Bielorussia                 | 1   | 7       | 7      | 15     |
| 39        | Spagna                      | 1   | 4       | 5      | 10     |
| 40        | Grecia                      | 1   | 2       | 3      | 6      |
| 40        | Trinidad e Tobago           | 1   | 2       | 3      | 6      |
| 42        | Barbados                    | 1   | 2       | 0      | 3      |
| 42        | Irlanda                     | 1   | 2       | 0      | 3      |
| 44        | Marocco                     | 1   | 1       | 6      | 8      |
| 45        | Bulgaria                    | 1   | 1       | 3      | 5      |
| 46        | Estonia                     | 1   | 1       | 1      | 3      |
| 47        | Moldavia                    | 1   | 1       | 0      | 2      |
| 47        | Svizzera                    | 1   | 1       | 0      | 2      |
| 47        | Thailandia                  | 1   | 1       | 0      | 2      |
| 47        | Venezuela                   | 1   | 1       | 0      | 2      |
| 51        | Uzbekistan                  | 1   | 0       | 2      | 3      |
| 52        | Israele                     | 1   | 0       | 1      | 2      |
| 52        | Uruguay                     | 1   | 0       | 1      | 2      |
| 54        | Argentina                   | 1   | 0       | 0      | 1      |
| 54        | Bermuda                     | 1   | 0       | 0      | 1      |
| 54        | Cile                        | 1   | 0       | 0      | 1      |
| 54        | Islanda                     | 1   | 0       | 0      | 1      |
| 54        | Iran                        | 1   | 0       | 0      | 1      |
| 59        | Canada                      | 0   | 6       | 7      | 13     |
| 60        | Lettonia                    | 0   | 4       | 4      | 8      |
| 61        | Messico                     | 0   | 2       | 3      | 5      |
| 62        | Isole Vergini Americane     | 0   | 2       | 0      | 2      |
| 63        | Colombia                    | 0   | 1       | 2      | 3      |
| 63        | Egitto                      | 0   | 1       | 2      | 3      |
| 63        | Eritrea                     | 0   | 1       | 2      | 3      |
| 63        | Slovacchia                  | 0   | 1       | 2      | 3      |
| 67        | Montenegro                  | 0   | 1       | 1      | 2      |
| 67        | Serbia                      | 0   | 1       | 1      | 2      |
| 67        | Atleti Neutrali Autorizzati | 0   | 1       | 1      | 2      |
| 70        | Austria                     | 0   | 1       | 0      | 1      |
| 70        | Azerbaigian                 | 0   | 1       | 0      | 1      |
| 70        | Isole Vergini Britanniche   | 0   | 1       | 0      | 1      |
| 70        | Cipro                       | 0   | 1       | 0      | 1      |
| 70        | Danimarca                   | 0   | 1       | 0      | 1      |
| 70        | Guyana                      | 0   | 1       | 0      | 1      |
| 70        | India                       | 0   | 1       | 0      | 1      |
| 70        | Nigeria                     | 0   | 1       | 0      | 1      |
| 70        | Samoa                       | 0   | 1       | 0      | 1      |
| 70        | Tagikistan                  | 0   | 1       | 0      | 1      |
| 80        | Belgio                      | 0   | 0       | 2      | 2      |
| 80        | Kazakistan                  | 0   | 0       | 2      | 2      |
| 80        | Lituania                    | 0   | 0       | 2      | 2      |
| 83        | Kuwait                      | 0   | 0       | 1      | 1      |
| 83        | Paraguay                    | 0   | 0       | 1      | 1      |
| 83        | Portogallo                  | 0   | 0       | 1      | 1      |
| 83        | Saint Lucia                 | 0   | 0       | 1      | 1      |
| 83        | Turks e Caicos              | 0   | 0       | 1      | 1      |
| 83        | Uganda                      | 0   | 0       | 1      | 1      |
| 83        | Emirati Arabi Uniti         | 0   | 0       | 1      | 1      |
|           | Totale                      | 390 | 393     | 393    | 1176   |